# Emil Linden
Emil Alexander Linden, född 10 oktober 1859 i Uddevalla församling, Göteborgs och Bohus län, död 24 juni 1924 i Huddinge församling, Stockholms län
, var en svensk operasångare (baryton) och teaterregissör.

## Biografi
Linden var son till handlaren Johan Peter Petersson i Uddevalla men familjen flyttade då Linden var i ettårsåldern till Göteborg. Han intresserade sig tidigt för teatern och var 1877–1879 engagerad vid A Sandbergs kringresande teatersällskap. Därefter arbetade han 1879–1880 vid Nya teatern i Göteborg. Då han därefter kom till Stockholm där han 1880–1882 arbetade vid Nya teatern började han efter att tidigare främst gjort talroller att utbilda sin barytonröst för Fritz Arlberg.
Åren 1882–1883 arbetade han vid Mindre teatern som operettsångare och hade flera större framgångar. Trots det lämnade han därefter scenen och drev tillsammans med sin första hustru handelsfirman John Werner i Stockholm. Han lämnade han dock livet som handlare 1887 och debuterade som operasångare på Kungliga teatern i titelrollen i Mozarts Don Juan. Framgångarna gjorde att han fick fast anställning och under tre säsonger sjöng flera betydande roller.
Linden lämnade Kungliga teatern 1890, hösten samma år gästspelade han på Stora teatern i Göteborg som prinsen i Per Svinaherde och regisserade även uppsättningen. Han anställdes i August Lindbergs teatersällskap som hade Stora teatern som sin scen och stannade i sällskapet till 1892. Under vintern 1890–1891 bedrev Linden sångstudier i Paris för spanjoren Mariano Padilla y Ramos och hans hustru Désirée Artôt. Han hade 1890 skiljt sig från sin första hustru och i Paris träffade han Matilda Jungstedt och de båda gifte sig året därpå.
Sommaren 1893 startade Linden ett eget teatersällskap som reste runt i Sverige med talpjäser. Han anställdes vid Ida Aalbergs teatersällskap och spelade där två större roller; Doktor Rank i Gengångare och Armand i Kameliadamen. I december samma år öppnade han konsertagenturen Lindens Teater- och Consert-Bureau som han drev under några år vid sidan av sitt arbete som skådespelare och regissör. Han var chef för Arenateatern på Cirkus i Stockholm 1895–1896 och ledde i början av 1896 åter ett eget teatersällskap, denna gång med namnet Lindens operaturné, där han själv deltog med sångnummer. Efter detta lämnade han dock scenen för att enbart arbeta med regi. Åren 1896–1900 var han regissör vid Oscar Lombergs teatersällskap, från 1898 arbetade han även åt Albert Ranft och blev 1901 hans specialist på opera- och operettuppsättningar. Linden ledde 1900–1901 åter en egen operaturné med storslaget upplägg med besök i Helsingfors, Göteborg men då man kom till Kristiania gick dock företaget i konkurs och turnén fick avbrytas. Han var 1908–1910 förste regissör vid Kungliga teatern.

## Teater

### Roller (ej komplett)
| År   | Roll                                                        | Produktion                                                  | Teater         |
| ---- | ----------------------------------------------------------- | ----------------------------------------------------------- | -------------- |
| 1882 | Kongl. sekter Tevander                                      | Positivhataren August Blanche                               | Mindre teatern |
| 1882 | Izzet Pascha, Guvernör över det turskiska fortet i Rustchuk | Fatinitza Franz von Suppé, Friedrich Zell och Richard Genée | Mindre teatern |
| 1882 | Frisén                                                      | Öregrund-Östhammar Selfrid Kinmanson                        | Mindre teatern |
| 1882 | Duca de Gamba                                               | Carbonanerna Carl Zeller och Moritz West                    | Mindre teatern |